# 爆風スランプのお店
『爆風スランプのお店』（ばくふうスランプのおみせ）は、日本テレビ系列局で放送された日本テレビ製作の音楽バラエティ番組。略称「爆店」。パイオニアの一社提供。青森放送と山形放送以外の局では1989年10月14日から1990年3月31日まで、毎週土曜 23:00 - 23:30 (JST) に放送。

## 概要
長年続いたタモリ司会のバラエティ番組『今夜は最高!』の後番組で、爆風スランプのメンバー（バックアップメンバーのダン本多とチャーシューメン黒石も含む）とラッキィ池田がレギュラーを務めた深夜番組で、彼らが毎回ゲストとともにトークを展開していた。また、その中に音楽番組的な要素も織り交ぜていた。ゲストはミュージシャンが中心であった。
毎週行なっていた企画に、爆風スランプのメンバーが視聴者からの投稿を受けて出張ライブに行くという企画があった。自衛隊の基地に呼ばれた際には、反戦歌「東の島にブタがいた Vol.3」を歌って締めるなど、大胆なパフォーマンスも行なった。
番組は半年で終了し、その後同枠では替わって出演者やその他諸々をマイナーチェンジした後継番組『夜も一生けんめい。』が開始した。

## 放送時間
前述の通り、この番組は土曜23時台での放送を基本としていたが、青森放送と山形放送では日曜23時台に放送されていた。

## スタッフ
- 構成：長谷川勝士、村上知行、町山広美、小山薫堂
- 編集・MA：六本木ビデオセンター
- ディレクター：倉増吉継、佐藤健二郎、尾高賢哉
- 演出・プロデューサー：棚次隆
- プロデューサー：増田一穂
- 制作（チーフプロデューサー）：原薫太郎
- 製作著作：日本テレビ

| 日本テレビ系列 土曜23:00 パイオニア一社提供枠 | 日本テレビ系列 土曜23:00 パイオニア一社提供枠 | 日本テレビ系列 土曜23:00 パイオニア一社提供枠 |
| 前番組                                        | 番組名                                        | 次番組                                        |
| --------------------------------------------- | --------------------------------------------- | --------------------------------------------- |
| 今夜は最高!                                   | 爆風スランプのお店 （1989年10月 - 1990年3月） | 夜も一生けんめい。                            |